# Prospalta olivacea
Prospalta olivacea là một loài bướm đêm trong họ Noctuidae.